# Seiska
Seiska (eller: VII divisioona) er den laveste række i finsk fodbold, bestående af 30 klubber fordelt i 2 puljer. 